# Wadi el-Hudi
Das Wadi el-Hudi liegt im Süden Ägyptens, östlich von Assuan.

## Verlauf
Es handelt sich um ein Wadi das seinen Ursprung etwa 35 km südöstlich von Assuan hat. Es verläuft in nordwestliche Richtung. Das Wadi el-Hudi mündet am nördlichen Rand von Assuan in den Nil. Die direkte Mündung ist von Infrastruktur überbaut und nicht mehr sichtbar.

## Geschichte
In dieser Region wurden vor allem im Mittleren Reich des alten Ägypten (ca. 2000 bis 1730 v. Chr.) Amethyst, aber auch andere Rohstoffe abgebaut. Hier gibt es diverse Bauten, die vor allem in das Mittlere Reich und die römische Zeit datieren und zu den einst hier lebenden Arbeitern gehören. Eine Art Festung mag Verwaltungszwecken gedient haben. Historisch wichtig ist eine ganze Reihe von Felsinschriften, die alle in das Mittlere Reich datieren und von verschiedenen Expeditionen in das Wadi el-Hudi hinterlassen wurden.